# Igor Omielin
Igor Jurjewicz Omielin (ros. Игорь Юрьевич Омелин; ur. 30 sierpnia 1995 w Aszy) – rosyjski narciarz dowolny, specjalizujący się w skicrossie. W 2014 roku wystartował na mistrzostwach świata juniorów w Valmalenco, gdzie zajął 30. miejsce. Jeszcze dwukrotnie startował na imprezach tego cyklu, najlepszy wynik osiągając podczas mistrzostw świata juniorów w Val Thorens w 2016 roku, gdzie był piętnasty. W zawodach Pucharu Świata zadebiutował 5 grudnia 2015 roku w Montafon, zajmując 47. miejsce. Pierwsze pucharowe punkty wywalczył nieco ponad rok później, 9 grudnia 2016 roku w Val Thorens, gdzie był szesnasty. Pierwsze podium zawodów PŚ wywalczył 11 lutego 2017 roku w Idre, zajmując trzecie miejsce.

## Osiągnięcia

### Igrzyska olimpijskie
| Miejsce | Dzień     | Rok  | Miejscowość | Konkurencja | Zwycięzca   |
| ------- | --------- | ---- | ----------- | ----------- | ----------- |
| 21.     | 21 lutego | 2018 | Pjongczang  | Skicross    | Brady Leman |
| 13.     | 18 lutego | 2022 | Pekin       | Skicross    | Ryan Regez  |

### Mistrzostwa świata
| Miejsce | Dzień     | Rok  | Miejscowość   | Konkurencja | Zwycięzca             |
| ------- | --------- | ---- | ------------- | ----------- | --------------------- |
| 11.     | 18 marca  | 2017 | Sierra Nevada | Skicross    | Victor Öhling Norberg |
| 27.     | 2 lutego  | 2019 | Solitude      | Skicross    | François Place        |
| 35.     | 13 lutego | 2021 | Idre Fjäll    | Skicross    | Alex Fiva             |

### Puchar Świata

#### Miejsca w klasyfikacji generalnej
- sezon 2015/2016: -
- sezon 2016/2017: 126.
- sezon 2017/2018: 136.
- sezon 2018/2019: 222.
- sezon 2019/2020: 227.

Od sezonu 2020/2021 klasyfikacja skicrossu zastąpiła klasyfikację generalną.
- sezon 2020/2021: 48.
- sezon 2021/2022: 40.

#### Miejsca na podium w zawodach
1. Idre – 11 lutego 2017 (skicross) – 3. miejsce